# Stadskerk Sint-Petrus
De Sint-Petruskerk (Duits: kirche St. Peter) is de protestantse stadskerk in de stad Sonneberg in de Duitse deelstaat Thüringen.

## Locatie
De neogotische kerk staat aan de noordoostelijke stadsrand van Sonneberg. Achter de kerk bevindt zich het kerkhof. De Sint-Petruskerk is naar het zuidwesten georiënteerd en heeft met haar dubbele torens een sterk beeldbepalend karakter.

## Geschiedenis
Tijdens de stadsbrand van 1840 werd ook de stadskerk Sint-Johannes op de Markt door het vuur getroffen. Al in de jaren 1843–1845 werd buiten het toenmalige stadsgebied aan de westelijke helling van de Schönberg een nieuwe kerk gebouwd naar het ontwerp van Carl Alexander Heideloff. De architect liet zich bij zijn ontwerp door de Neurenbergse Laurentiuskerk inspireren. Op Pinksterzondag 11 mei 1845 werd het nieuwe kerkgebouw ingewijd.

## Beschrijving

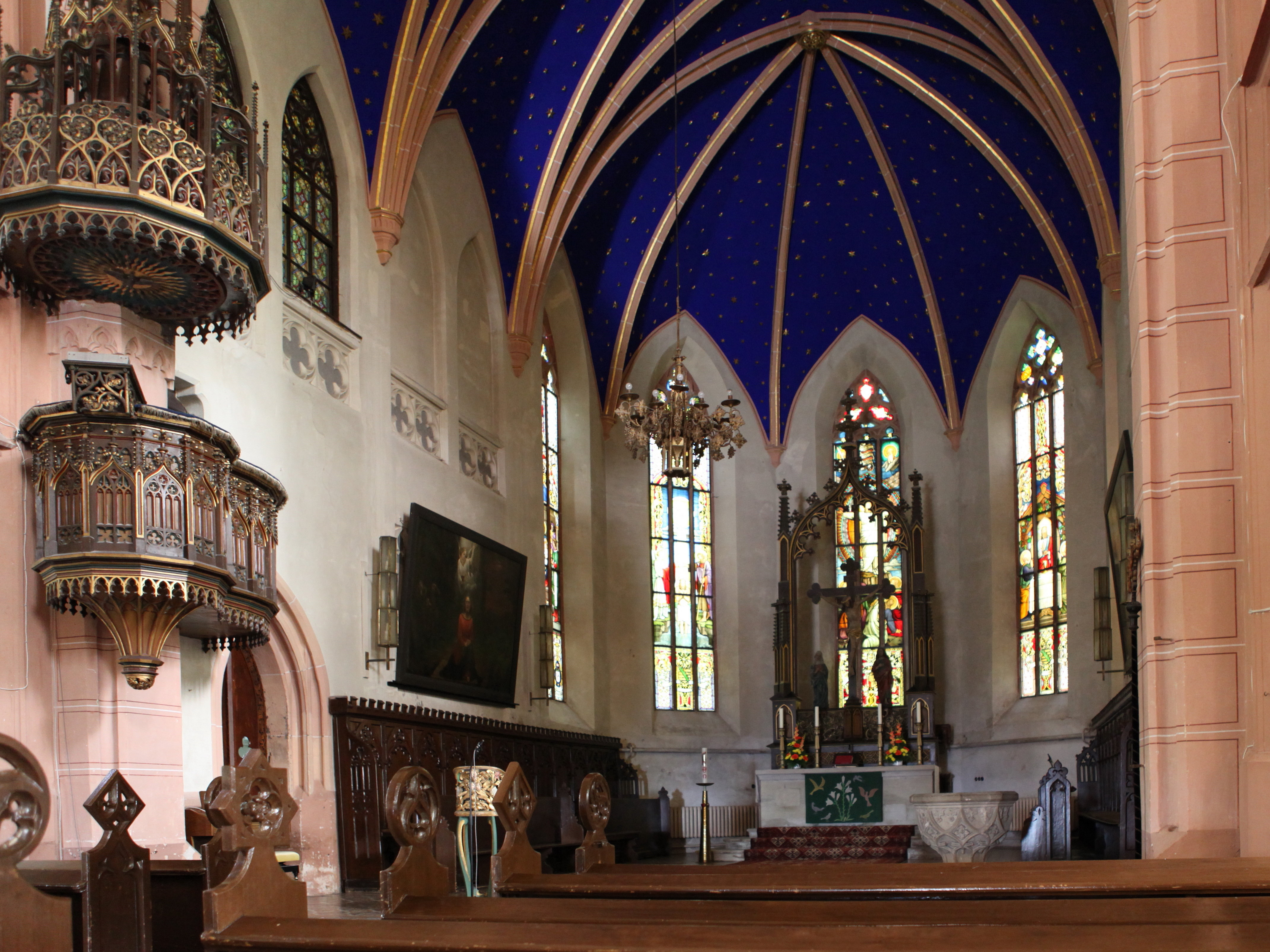
Interieur

De hallenkerk kent een drieschepige, vijf traveeën tellend kerkschip met een ingesnoerd koor en maaswerkvensters. De zuidwestelijke afsluiting van de zandstenen gevel wordt geflankeerd door tweelingtorens van 45 meter hoog. Het gotisch gewelfde middelschip bezit een polygonaal gesloten koor. De gewelven worden via de arcades gedragen door zes zuilen, die met hogels versierde kapitelen bezitten.
Het gotische altaar omlijst een kruisigingsgroep waarvan de beelden oorspronkelijk dateren uit 1500. Tijdens een restauratie werd de polychromie van het interieur weer hersteld. Drie van de vijf gebrandschilderde ramen zijn een ontwerp van Moritz von Schwind uit 1892.